# Culinária do Níger

Localização do Níger

A cozinha do Níger baseia-se na cozinha tradicional africana. Vários temperos são usados e as refeições incluem carne grelhada, vegetais sazonais, saladas e vários molhos são alguns dos alimentos consumidos. As refeições no Níger geralmente começam com saladas coloridas feitas de vegetais sazonais. Folhas de Moringa são as favoritas para uma salada. As refeições típicas nigerinas consistem em amido (o arroz é o mais popular) acompanhado de um molho ou ensopado. Os amidos consumidos com mais frequência são milho e arroz. Os alimentos básicos incluem milho, arroz, mandioca, sorgo, milho e feijão. O cuscuz é guardado para ocasiões especiais. Mingaus, bolinhos de trigo e beignets são alguns dos petiscos populares do Níger.
A produção da agricultura vegetal no Níger depende significativamente da chuva para fornecer água para as plantas, e as secas afetaram adversamente a produção agrícola do Níger no passado, ameaçando o abastecimento doméstico de alimentos do país.

## Especiarias
Algumas especiarias foram trazidas para o Níger por viajantes árabes e incluem gengibre, noz-moscada, canela, açafrão e cravo. Especiarias quentes também são usadas na culinária nigeriana. Às vezes, temperos são usados para marinar carnes para adicionar sabor.

## Pratos comuns

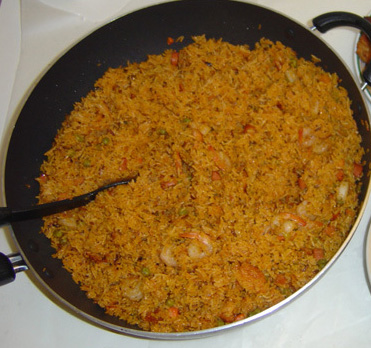
Arroz jollof

- Arroz jollof
- Dambou (arroz cuscuz)
- Moringa
- Ensopados e sopas
- Mingau de painço

## Alimentos comuns

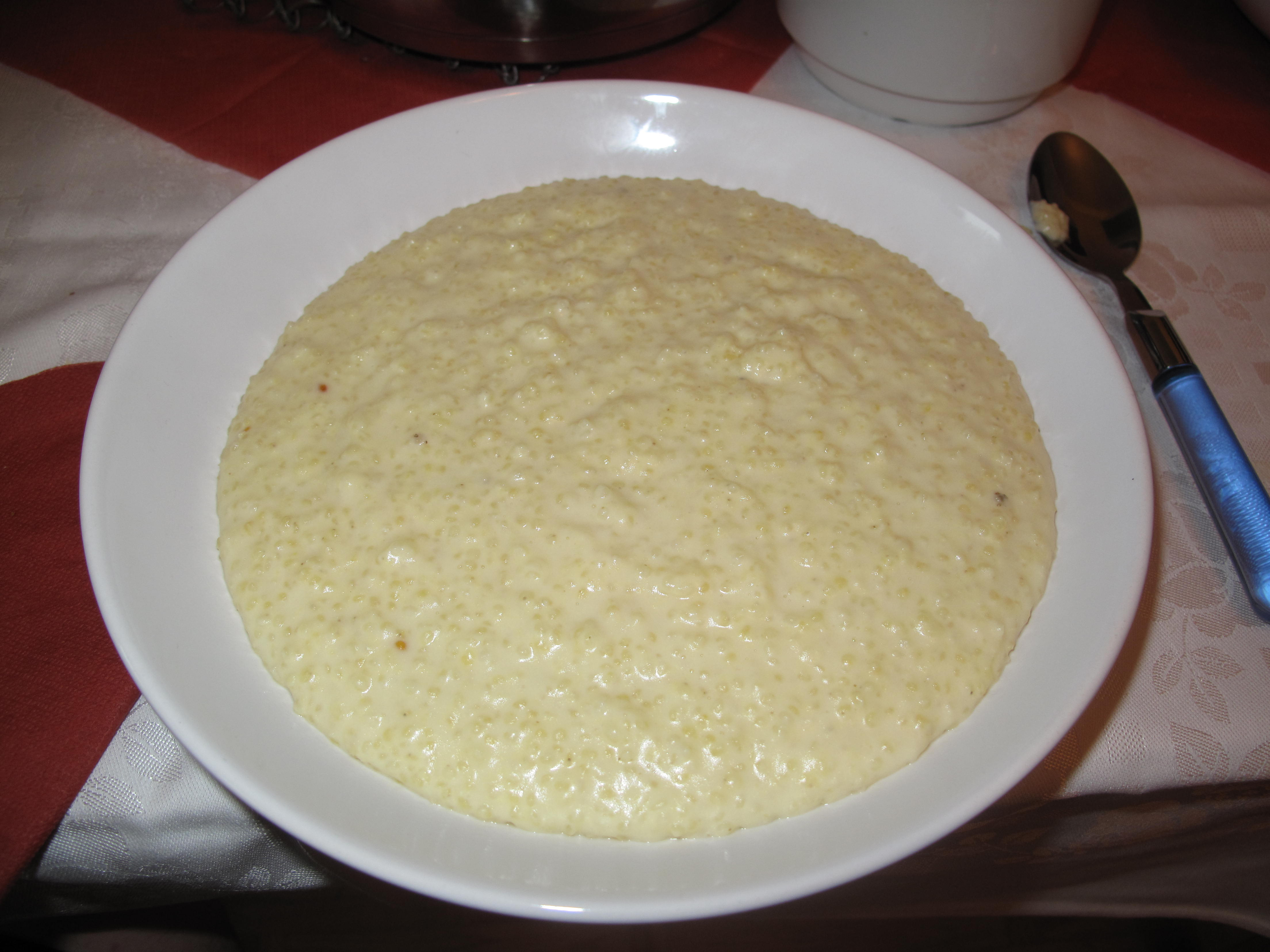
Mingau de painço

- Feijão
- Feijão Fradinho [5]
- Raiz de Mandioca
- Frango
- Grão-de-bico [6]
- Tamareira [5]
- Peixe
- Cabra
- Cereais [7]
  - Painço [7]
  - Sorgo [6]
- Amendoim [6][8]
- Milho
- Manga [5]
- Cebola [6]
- Carne de boi
- Carne de Camelo
- Galinha d'angola
- Ovelha/ Carneiro
- Junça
- Fonio
- Arroz
- Abóbora [6]
- Inhame cozido

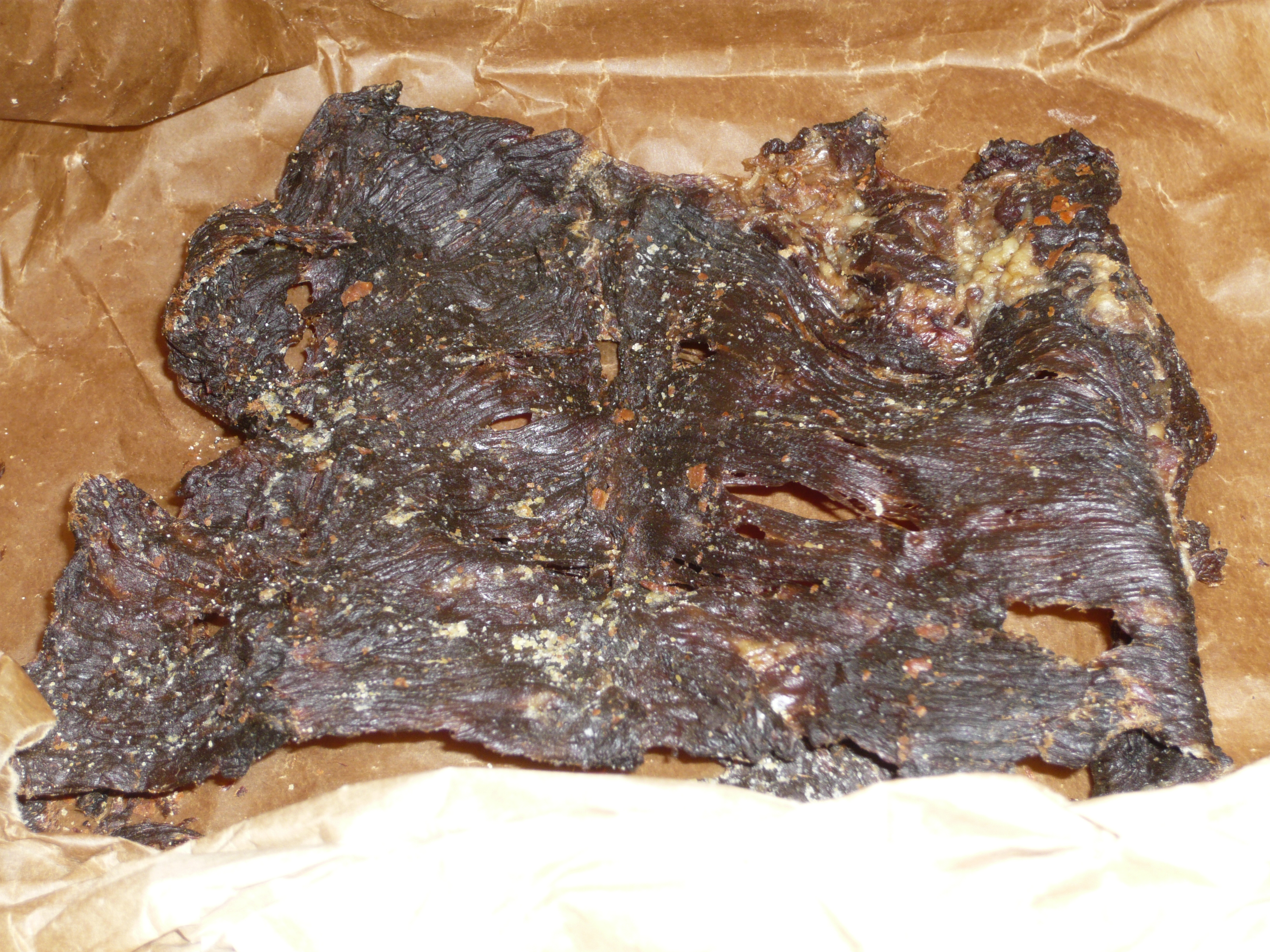
Kilishi no Níger
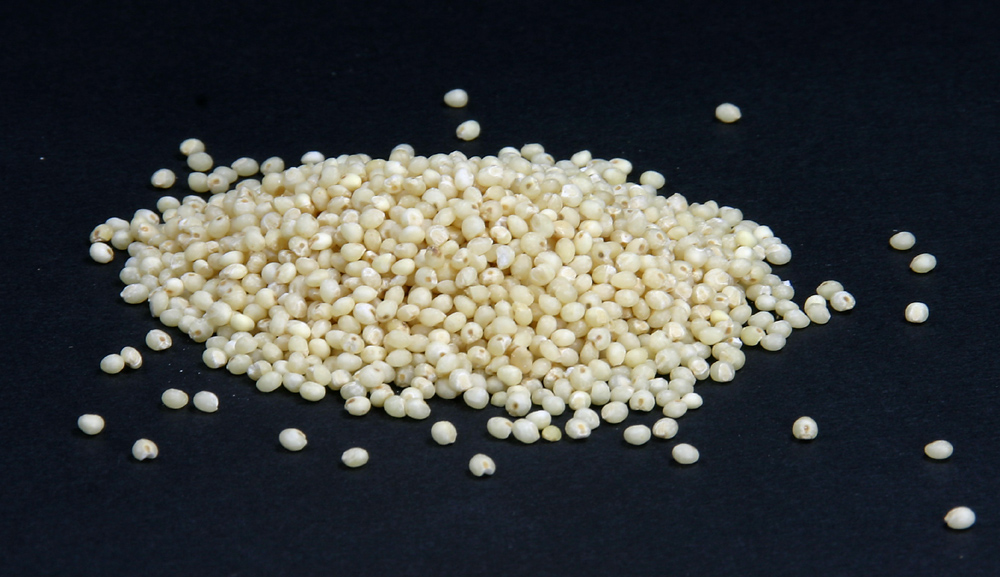
Grãos de painço
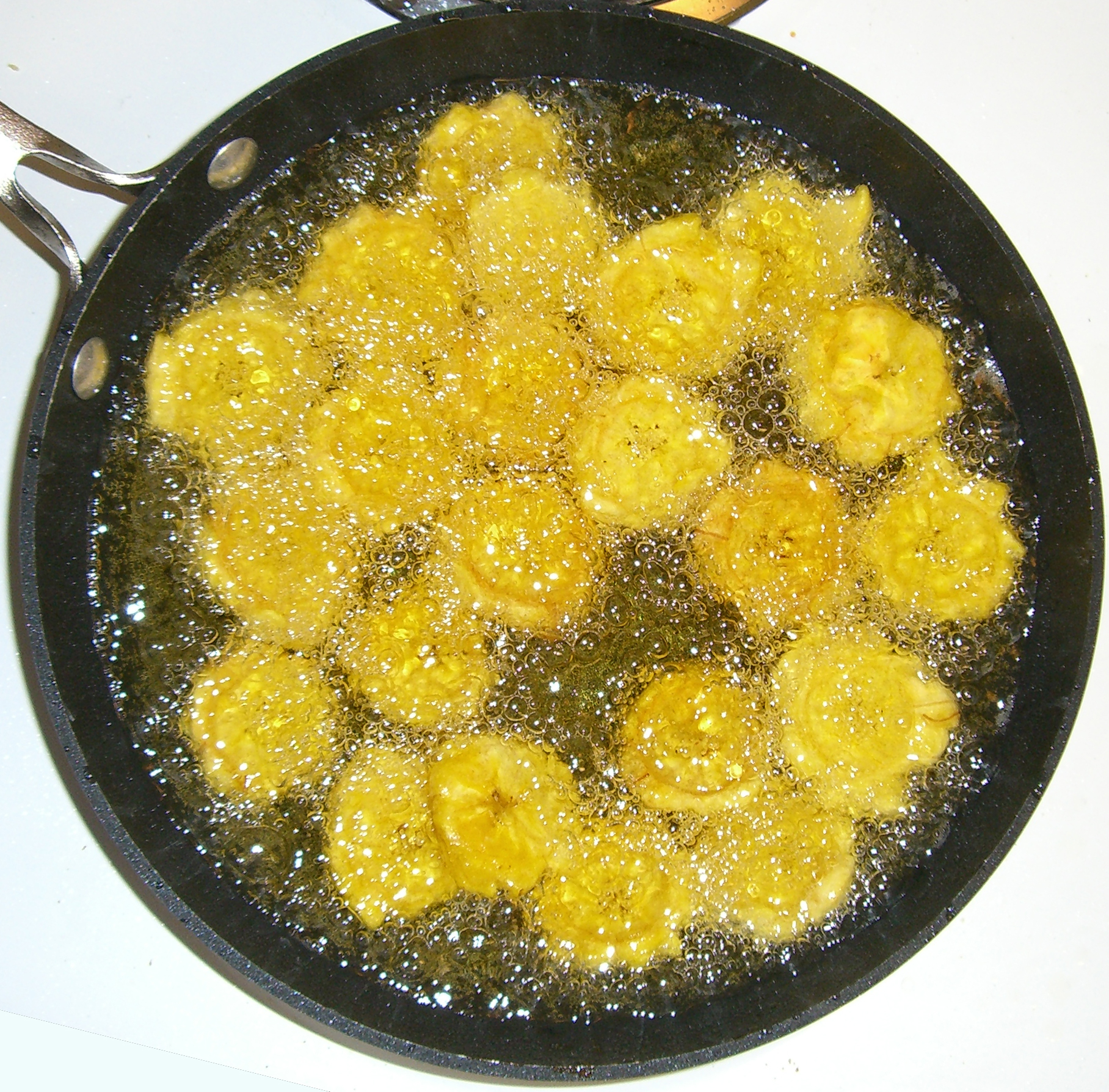
Banana-da-terra frita
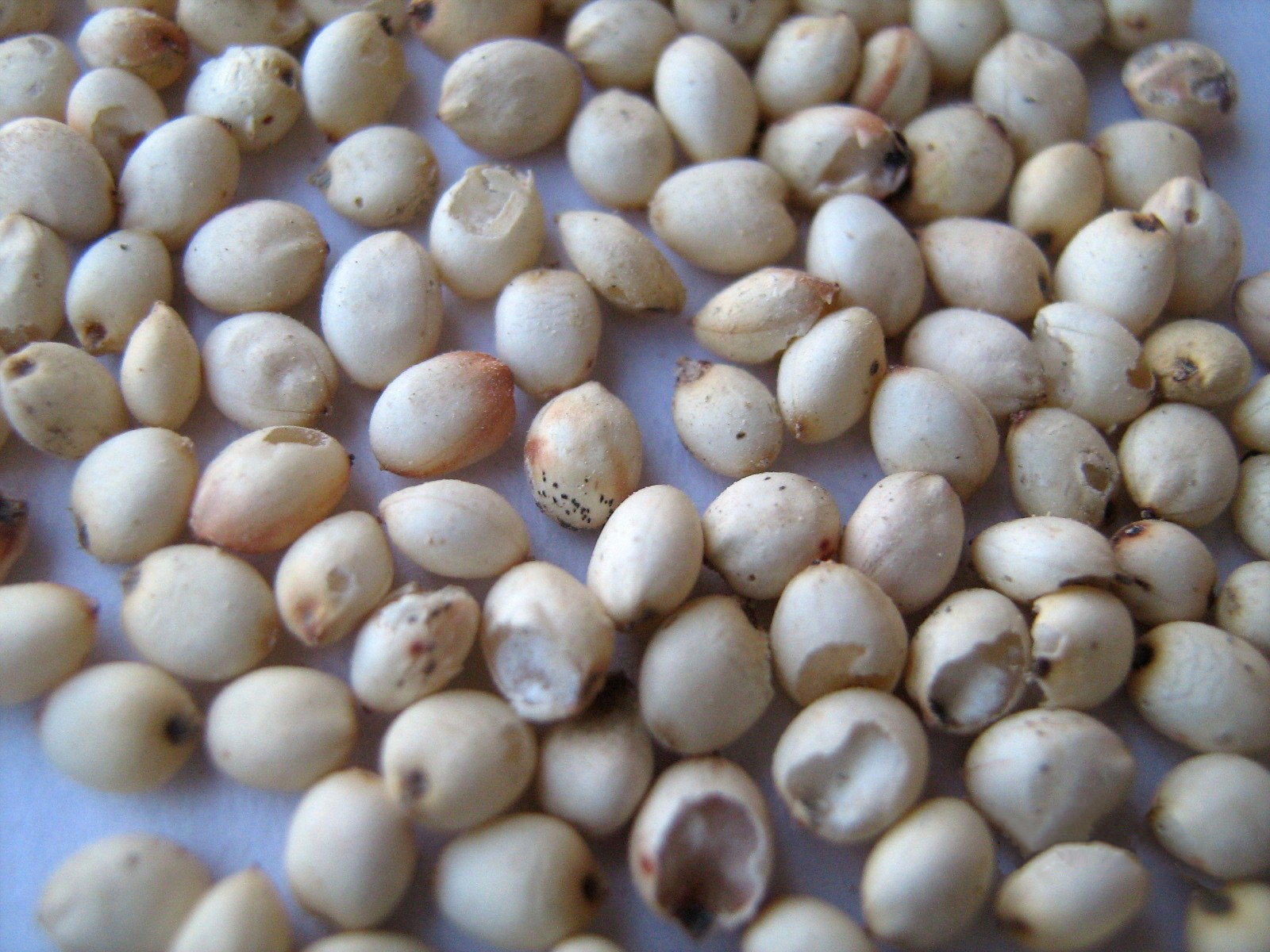
Grãos de sorgo